# Sierra de Gata (comarca)

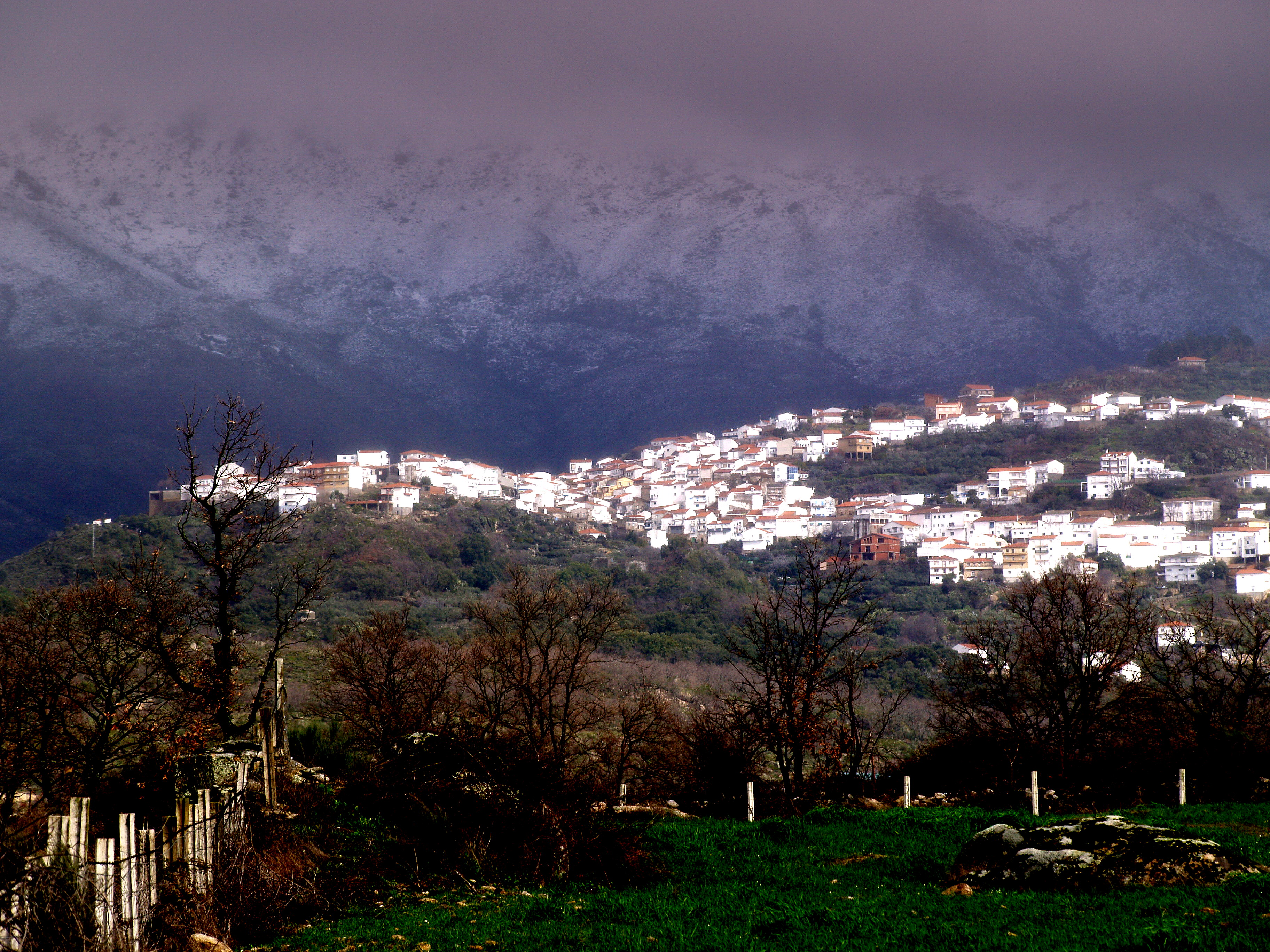
La Sierra de Gata a l'hivern.

La Sierra de Gata és una comarca d'Extremadura situada a la zona nord-occidental de la província de Càceres.
Inclou els municipis d'Acebo, Cadalso, Cilleros, Descargamaría, Eljas, Gata, Hernán-Pérez, Hoyos, Moraleja, Perales del Puerto, Robledillo de Gata, San Martín de Trevejo, Santibáñez el Alto, Torrecilla de los Ángeles, Torre de Don Miguel, Valverde del Fresno, Villamiel, Villanueva de la Sierra i Villasbuenas de Gata.